# ジョン・ウー
ジョン・ウー（呉 宇森、広東語: ン・ユイサム、北京語: ウー・ユイセン、英語名:John Woo, 1946年5月1日 ‐ ）は、香港 の映画監督、脚本家、映画プロデューサー。スローモーションを駆使したスタイリッシュで激しい二丁拳銃アクション、そこに舞い飛ぶ白い鳩などの独特な映像手法で「バイオレンスの詩人」とも呼ばれる。

## プロフィール
1969年に脚本家としてキャセイ・オーガナイゼーションに入社。1971年にショウ・ブラザーズに移り巨匠・張徹（チャン・チェ）の助監督となる。1973年、ゴールデン・ハーベストに移り、『カラテ愚連隊』で監督デビュー。
コメディ映画やカンフー映画が主流だった香港映画界に香港ノワール（英雄式血灑）と呼ばれる新しい流れを築き、後述する暴力的かつ華麗なる独特の映像美から「バイオレンスの詩人」とも呼ばれている。1986年に『男たちの挽歌』で香港電影金像奨最優秀作品賞と金馬奨最優秀監督賞を、1990年に『狼 男たちの挽歌・最終章』で香港電影金像奨最優秀監督賞を受賞。1992年の『ハード・ボイルド 新・男たちの挽歌』でハリウッドに認められたのをきっかけに翌年1993年に『ハード・ターゲット』で監督をつとめる。それ以来、主にアメリカ合衆国のハリウッドを活動の拠点としていたが、三国志に題材を得た中国の歴史劇映画『レッドクリフ』二部作以降はアジアの作品でも再び監督を務めている。
お気に入りの映画3本はデヴィッド・リーン監督の『アラビアのロレンス』、黒澤明監督の『七人の侍』、ジャン＝ピエール・メルヴィル監督の『サムライ』。愛してやまないものは、フレンチ・ノワールと日本の任侠映画だという。

## ジョン・ウー・アクション
彼を有名たらしめた香港ノワールという新たなジャンルの数々のアクション作品で多用された特徴的なアクション表現があり、「ジョン・ウー節」とも呼ばれて多くの熱狂的なファンを集めた。代表的な例としては「ロングコートをはためかせ、両手に銃をもって華麗に立ち回る二丁拳銃アクション」、「戦闘中に舞い飛ぶ白い鳩」、「同時に拳銃を向け合う2人の人物（メキシカン・スタンドオフ）（『レッドクリフ』では長剣）」、「立て続けのカット割りからのスローモーション（サム・ペキンパーなどからの影響と言われている）」「教会での残虐シーン」など(尚、ジョン本人はプロテスタントの信徒である)。
それは、ショウ・ブラザーズ時代の師匠であったチャン・チェから多くを学んだ映画手法にジョン・ウー独自の映像世界観を加えたもので、従来的な拳撃や剣戟から、上記のような様々なアイデアに満ちた独特の映像世界の銃撃アクションを盛り込むことにより、師匠チャン・チェの「陽剛」の系列を上回る強烈で洗練されたアクション演出が出来上がったと知野二郎は解説し、「男の究極的生き様」「鮮血とスローモーションの合致」「主人公の英雄的かつ悲劇的な最後」という第1級のアクション世界をジョン・ウーは確立したと評価している。

## 表現手法
ジョン・ウー本人は、自分は「暴力否定論者」であり、幼い頃の貧困街での生活において、他人から暴力を受ける事が多かったため、映画の中で暴力を描く事によってその残酷さを伝える意図があり、また上述の「鳩」に「平和」の意味を込めていると述べている。その例として、『狼 男たちの挽歌・最終章』の子供を助けるシーンや『フェイス/オフ』の中盤の「OVER THE RAINBOW」の流れる中、子供の視点から描かれる銃撃シーン等が挙げられる。なお、本人によればガンアクションの演出は、カンフーアクションや米国のガンアクションではなく、趣味であるダンスからヒントを得ているという。しかし、近年製作する映画（特にハリウッド映画）では彼の暴力描写はかなり控え目になってきている。ハリウッドで最後に撮った映画である『ペイチェック』では人を一人も殺さないというジョン・ウー映画史上前代未聞のキャラが主人公になっている。これについてジョン・ウーは同映画のオーディオコメンタリーにて「香港映画は市場が狭いこともあり、作品が完成した状態になるまで配給会社に公開しないシステムとなっている。また、映画制作における監督の権限がかなり強いということもあり、思う通りの作品（暴力描写に余念の無い作品）を描けるが、ハリウッド映画は市場が全世界に及ぶことや、暴力表現の規制の激しいヨーロッパの市場で基準に引っかかる可能性もあり、必然的に暴力シーンをカットしなければならない」と発言している。また、『ハード・ターゲット』のコメンタリーでも「ハリウッド映画はアクションはアクション。ドラマはドラマ。コメディーはコメディーという形で映画が作られる。だから、アクション映画を作る時にドラマをストーリーに入れることはできない」とも述べている。

## 他クリエイターへの影響
クエンティン・タランティーノやマーティン・スコセッシなどがフリークとして有名。タランティーノに至っては『キル・ビル』撮影開始前、ユマ・サーマンへの演技指導の代わりに『狼 男たちの挽歌・最終章』をまず観せたほどである。2010年には映画芸術に対する多大な貢献を表彰され、ヴェネツィア国際映画祭栄誉金獅子賞を受賞した。

## 他メディアへの影響
ジョン・ウーの映画作品はビデオゲームやコミック、アニメなど様々なメディアに影響を与えている。
ビデオゲーム
ビデオゲームでは『マックスペイン』や『Phantom -PHANTOM OF INFERNO-』などが演出方法を引用している。2008年にはウー自ら監督したビデオゲーム『ストラングルホールド』が、Xbox 360とプレイステーション3のゲーム機やPCゲームとして発売された。
漫画
コミックにおいては日本のマンガ『ブラック・ラグーン』や『ワイルダネス』などに影響がみられるが、特に『ブラック・ラグーン』ではユンファによく似た香港マフィアのボス・張が登場し、本家と同じく二丁拳銃で活躍する。
プロレスリング
プロレスラーのSUWAは、自身の得意技である低空から突き上げるようなドロップキックを、喰らった相手がジョン・ウーの映画作品によくあるアクションに似たフォームで突き飛ばされることから、自らジョン・ウーと名付け、ここ一番で使用している。

## 監督作品

### 映画
- カラテ愚連隊 過客/鐵漢柔情 （1973年）
- ジョン・ウーの龍を征する者 女子跆拳群英會 （1974年）
- ジャッキー・チェンの秘龍拳/少林門 少林門 （1974年に制作後お蔵入り→1976年7月15日香港公開）
- 帝女花 （1976年）
- マネー・クレイジー 發錢寒 （1977年）
- 剣聖たちの挽歌 豪侠 （1978年）
- 滑稽時代/モダン・タイム・キッド 滑稽時代 （1980年）
- ジョン・ウーの億万長者 錢作怪（1980年）
- アーメン・オーメン・カンフーメン! 摩登天師 （1981年）
- 八彩林亞珍 （1982年）
- 笑匠 （1984年）
- ソルジャー・ドッグス 英雄無涙 （1986年）
- 男たちの挽歌 英雄本色 （1986年）
- 男たちの挽歌 II 英雄本色II （1987年）
- ワイルド・ヒーローズ/暗黒街の狼たち 義胆群英 （1989年）
- 狼 男たちの挽歌・最終章 喋血雙雄 （1989年）
- ワイルド・ブリット 喋血街頭 （1990年）
- 狼たちの絆 縦横四海 （1991年）
- ハード・ボイルド 新・男たちの挽歌 辣手神探 （1992年）
- ハード・ターゲット Hard Target （1993年）
- ブロークン・アロー Broken Arrow （1996年）
- フェイス/オフ Face/Off （1997年）
- ブラックジャック Black Jack （1998年）
- ミッション:インポッシブル2 Mission: Impossible II （2000年）
- ウインドトーカーズ Windtalkers （2001年）
- ペイチェック 消された記憶 Paycheck （2003年）
- それでも生きる子供たちへ All the Invisible Children （2005年） オムニバス映画の一編。2007年日本公開。
- レッドクリフ part I 赤壁 （2008年）
- レッドクリフ part II -未来への最終決戦- 赤壁：決戦天下 （2009年）
- レイン・オブ・アサシン 剣雨 （2010年） スー・チャオピンとの共同監督
- The Crossing ザ・クロッシング Part I 太平輪 （2014年）
- The Crossing ザ・クロッシング Part II 太平輪 彼岸 （2015年）
- マンハント 追捕 （2017年）[13]
- 赤壁炎上－もう一つの三国志を紡ぐ、男たちの邂逅－ 川流 (2021年)　総監督
- サイレントナイト Silent Night （2023年）
- ザ・キラー/ジョン・ウー 暗殺者の挽歌 The Killer （2024年） - 『狼 男たちの挽歌・最終章』（1989年）のセルフ・リメイク的な作品。主人公は女性となっている。

### CM
- アサヒスーパードライ テレビCM （2013年）
- 台湾観光局（2015年-2016年）木村拓哉出演。白鳩も登場する。

## プロデュース作品
- ゴースト・バスティン 抓鬼特攻隊 （1983年） 製作総指揮
- 大陸英雄伝 和平飯店 （1995年） 製作
- 南京1937 南京1937 （1995年） 製作
- 野獣の瞳 浪漫風暴 （1995年） 製作
- ビッグヒット The Big Hit （1998年） 製作総指揮
- リプレイスメント・キラー The Replacement Killers （1998年） 製作総指揮
- バレット モンク Bulletproof Monk （2003年） 製作総指揮
- ブラッド・ブラザーズ－天堂口－ 天堂口 （2007年） 製作
- EX MACHINA（2007年） 製作
- 男たちの挽歌 A BETTER TOMORROW 무적자 （2010年） 製作総指揮
- セデック・バレ 第一部 太陽旗／第二部 虹の橋 賽德克巴萊 （2011年） 製作

## 受賞歴
- 第2回SAMURAI賞（2015年）[14]